# Некодифікована конституція
Некодифікована конституція  (англ. Uncodified constitution) — це тип конституції, в якій фундаментальні правові правила приймають форму звичаїв, звичайної практики, прецеденту, а також різних статутів (законів) і правових актів. Розуміння конституції досягається через вивчення коментарів суддів, державних комітетів або юридичних експертів. У такій конституції всі названі елементи мають бути визнані судами, законодавцем і чиновниками як обов'язкові, такі, що обмежують їхні повноваження.
Таку структуру іноді неточно називають "неписаною конституцією"; однак, всі складові некодифікованої конституції, як правило, записано в різних офіційних документах, хоча і не кодифіковано в одному документі.

## Переваги
Некодифікована конституція має такі переваги:
- еластичність,
- пристосовність,
- стійкість.

Істотним недоліком, однак, є можливість виникнення суперечок через різне розуміння звичайної практики і звичаїв, які формують основні положення конституції.
Нові умови або ситуації в урядуванні можуть бути вирішені шляхом створення прецеденту або прийняття законодавчого акту. На відміну від кодифікованої конституції, не існує спеціальної процедури творення елементів некодифікованої конституції і вони по своїй природі не мають вищої юридичної сили щодо іншого законодавства. У країні з некодифікованою конституцією відсутній конкретний момент, коли б  її принципи були однозначно визначені наперед. Замість цього вважається, що елементи конституції розвиваються відповідно до політичних і соціальних умов, що виникають протягом її існування.
Якщо дивитися в загальному, відмінностей між кодифікованою і некодифікованою конституцією не так вже й багато. Будь-яка кодифікована конституція з часом обростає супутнім законодавством і звичаєвою практикою.

## Сучасні приклади
Можна вважати, що некодифікована конституція існує у таких державах:
- Ізраїль Декларація Незалежності проголосила намір прийняти Конституцію 2 жовтня 1948 року, але через розбіжності в Кнесеті, досі не створено повністю кодифікованої конституції. Однак, існує декілька Основних законів.
- Нова Зеландія

- Велика Британія Не існує певного документа, який можна було б назвати "конституцією". Політична система тут розвивалась з плином часу, без різких змін, зумовлених, зокрема, революцією, тому вона постійно визначається парламентськими актами і рішеннями судів (дивитися Конституція Великої Британії). Найближче до створення кодифікованої конституції королівство було при укладенні Союзного договору 1707 року, але це стало предметом правової та наукової уваги лише в Шотландії і не отримало порівняної уваги в Англії та Уельсі. Некодифікована конституція тут з часом включає багато актів, зокрема, The Freedom of Information Act 2000 та the Human Rights Act 1998.

- Канада Незважаючи на те, що є Конституційний акт[4], важливі аспекти конституційної системи некодифіковані. Преамбула Конституції Канади декларує, що конституція є аналогічною в принципі аналогу, що існує у Великій Британії (яка є некодифікованою)[4]. Це має місце на федеральному рівні та в провінціях, хоча  і там, і там є повноваження змінити або прийняти свою конституцію в межах виключних сфер компетенції.[5] На сьогодні тільки Британська Колумбія робила це, хоча в роль і повноваження інших провінцій викладено в секції 93 Конституційного акту 1867 року та поправках до нього, пов’язаних з певними провінціями, таких як Манітоба акт і Ньюфаундленд акт.
- Швеція Не існує певного документа, який можна було б назвати "конституцією". У Швеції роль конституції виконують чотири основні закони: Форма правління (1974), Акт про престолонаслідування (1810), Акт про свободу друку (1949), Основний закон про свободу висловів (1991).

## Приклади в минулому
- Конституція Римської Республіки, що складається з Дванадцяти Таблиць та інших законів.
- Угорщина мала некодифіковану конституцію до 1949 року.
- Конституція Великого князя Фінляндії ніколи не була кодифікована. Імператор Росії, який виступав з 1809 по 1917 рік як Великий князь Фінляндії, ніколи спеціально не визнавав Конституцію окремої та автономної Фінляндії, навіть не зважаючи на те, що Конституція багато у чому наголошує на тому, що відносини між Фінляндією і Російською імперією існують протягом всієї російської доби у Фінляндії. До кінця ХІХ століття провідні фінські інтелектуали - ліберали і націоналісти, а пізніше соціалісти розглядали Фінляндію як конституційну самостійну державу у реальному союзі із Росією. Це поняття зіткнулося з формуванням російського націоналізму і закликами росіян до створення унітарної держави тільки для слов'ян, що непрямо призвело до конфлікту з фінським сепаратизмом та конституціоналізмом у формі "політики русифікації", що обмежило широку автономію Фінляндії з 1899 року, за винятком короткої перерви між 1905-1908 рр., аж до Лютневої революції 1917 року. Російський Тимчасовий уряд 1917 року в результаті визнав фінську Конституцію, і після Жовтневого перевороту більшовицький уряд РРФСР визнав проголошення незалежності Фінляндії в новорічну ніч 1917.
- Квінсленд до 2001.
- Оман до 1996.
- Лівія між 1969 та 1975.